# Pian degli Ontani
Pian degli Ontani este o arie protejată (arie de protecție specială avifaunistică — SPA) din Italia întinsă pe o suprafață de 671 ha, integral pe uscat.

## Localizare
Centrul sitului Pian degli Ontani este situat la coordonatele 44°06′04″N 10°41′55″E / 44.101159°N 10.698478°E.

## Înființare
Situl Pian degli Ontani a fost declarat arie de protecție specială avifaunistică în decembrie 1998 pentru a proteja 5 specii de animale.

## Biodiversitate
Situată în ecoregiunea continentală, aria protejată conține 10 habitate naturale: Formațiuni ierboase bogate în specii de Nardus, dezvoltate pe substraturi silicioase în zone montane (și în zone submontane, în Europa continentală), Păduri de fag Asperulo-Fagetum, Păduri de Castanea sativa, Liziere de ierburi înalte hidrofile de câmpie și de nivel montan până la alpin, Pante stâncoase silicioase cu vegetație casmofită, Grohotișuri termofile și vest-mediteraneene, Pajiști alpine și boreale, Roci stâncoase cu vegetație pionieră de Sedo-Scleranthion sau Sedo albi-Veronicion dillenii, Păduri de fag Luzulo-Fagetum, Păduri acidofile de Picea de la nivel montan la nivel alpin (Vaccinio-Piceetea).
La baza desemnării sitului se află mai multe specii protejate:
- păsări (3): acvilă de munte (Aquila chrysaetos), ciocârlie de pădure (Lullula arborea), viespar (Pernis apivorus)
- mamifere (2): lupul (Canis lupus), liliac cu urechi mari (Myotis bechsteinii)

Pe lângă speciile protejate, pe teritoriul sitului au mai fost identificate 7 specii de păsări, 5 specii de amfibieni, 12 specii de mamifere, 1 specie de pești, 3 specii de reptile.